# La Tigresse (film, 1949)
Pour les articles homonymes, voir La Tigresse.
Pour plus de détails, voir Fiche technique et Distribution.
La Tigresse (titre original : Too Late for Tears) est un film dramatique américain, réalisé par Byron Haskin, sorti en 1949.

## Synopsis
Jane et Alan Palmer s’apprêtent à faire demi-tour en voiture sur une route de Californie quand un sac de voyage atterrit sur la banquette arrière. Ils s’arrêtent pour regarder ce que c’est, le sac est rempli de dollars. Les époux ne sont pas d’accord : Jane veut le garder, Alan le remettre à la police. Ils arrivent à un compromis : ils le garderont huit jours le temps de réfléchir, entre-temps ils déposeront le sac à la consigne de la gare. Alan explique qu’il a mis le ticket de consigne dans sa poche, mais celle-ci étant trouée, il tombe dans la doublure, où ils le jugent en sécurité. Jane et Alan décident de commémorer leur premier rendez-vous : une balade romantique en barque sur un lac. On apprend que le premier mari de Jane, Blanchard, serait mort par suicide.
Pendant l’absence d’Alan, arrive un dénommé Danny qui se fait passer pour un policier devant mener une « inspection de routine » dans l’appartement. Trouvant une fourrure, il accuse Jane d’avoir commencé à dépenser son argent et le réclame. Jane commence par nier puis, acculée, le séduit et finit par lui donner rendez-vous au bord du lac.
Avant de partir, elle se munit de l’ancien pistolet de guerre d’Alan. Sur le lac, Jane et Alan se disputent de nouveau, Alan découvre le pistolet, tente de le prendre, mais le coup par et le blesse mortellement. Jane retrouve Danny et lui demande son aide pour couler le corps au fond du lac. Jane passe le manteau à Danny pour qu’on croie la voir sortir avec Alan. Après s’être montrée au parking de son immeuble avec le faux Alan, à qui elle demande ostensiblement de ressortir acheter des cigarettes, Jane feint de s’inquiéter auprès de Kathy, la sœur d’Alan, du fait qu’il ne revienne pas et appelle la police. Elle repart ensuite chercher le manteau chez Danny. Soupçonneux, celui-ci le fouille et trouve un papier dans la doublure, mais ce n’est pas le ticket de consigne : Kathy, la sœur d’Alan a en fait trouvé le ticket dans le tiroir où Alan rangeait son arme.
Arrive un mystérieux Don Blake, qui se dit ancien compagnon de guerre d’Alan et se propose spontanément d’aider les deux femmes à retrouver Alan. Don et Kathy engagent une relation amoureuse. Kathy constate que le pistolet, qui avait disparu, a repris sa place et comprend que Jane ment. Jane fait acheter un poison à Danny en lui disant que Kathy a tout découvert, et qu’il faut l’éliminer. Se doutant que Don ne connaissait pas Alan, elle fait appel à un compagnon d’arme de celui-ci pour le démasquer. Elle le fait devant Jane, qui vient de lui donner le ticket de consigne et le lui réclame. Jane les menace, récupère le ticket et assomme Don. Tandis que Kathy appelle la police et un médecin, Jane va chercher le sac à la consigne et le rapporte chez Danny, à qui elle demande d’où vient l’argent : Danny a fait chanter un assureur qui met les primes encaissées dans sa poche. Sachant maintenant que l’argent ne laissera pas de trace et peut être dépensé, elle empoisonne Danny avec le poison qu’elle lui a fait acheter. Elle part alors profiter de son pactole au Mexique, Don la retrouve. En lui faisant croire qu’il a repêché le corps d’Alan, il lui réclame pour prix de son silence la moitié de l’argent, que Jane paniquée sort pour le lui donner. Mais Don ne prend que le montant nécessaire pour faire draguer le lac et, devant son incrédulité, lui révèle qu’il est le frère de son premier mari, au suicide duquel il n’a jamais cru…

## Fiche technique
- Titre original américain en 1949 : Too Late for Tears
- Titre de la version de 1955 : Killer Bail
- Réalisation : Byron Haskin
- Scénario : Roy Huggins
- Photographie : William C. Mellor
- Montage : Harry Keller
- Direction artistique : James W. Sullivan (en)
- Production : Hunt Stromberg Productions
- Musique : R. Dale Butts
- Costumes : Adele Palmer
- Pays de production :  États-Unis
- Film en noir et blanc
- Durée : 99 minutes
- Date de sortie : 
  - France : 28 octobre 1949
- Genre : Thriller, film noir[1]

## Distribution
- Lizabeth Scott : Jane Palmer
- Don DeFore : Don Blake / Don Blanchard
- Dan Duryea : Danny Fuller
- Arthur Kennedy : Alan Palmer
- Kristine Miller : Kathy Palmer
- Barry Kelley : lieutenant de police Breach
- George Kline Mann : le grand cowboy